# 宋健
宋健（1931年12月—），男，山东荣成人，中国人口学家、工程师，中国共产党、中华人民共和国政治人物，原副国级领导人。莫斯科包曼工学院研究生毕业，博士学位，研究员，曾任中华人民共和国国务委员，国务院环境保护委员会主任，国家科委主任，中国工程院院长，第九届全国政协副主席。中共第十二屆中央候補委員、中央委員，第十三屆、十四屆、十五屆中央委員。

## 生平
1931年出生于山东荣成。1947年6月加入中国共产党。

## 贡献
曾参与主持了中国的“星火计划”、“火炬计划”和“夏商周斷代工程”，还曾领导和主持了中国反弹道导弹武器系统的研制，提出了人口控制论，为中国独生子女政策的总设计者，还担任了三峡大坝建设项目委员会副主席。

## 奖项和荣誉

### 奖项
曾获国家自然科学奖二等奖、1987年国家科技进步奖一等奖、国际数学建模学会最高奖——艾伯特·爱因斯坦奖，何梁何利基金1998年度科学与技术成就奖。

### 荣誉
- 中国科学院院士
- 中国工程院院士
- 瑞典皇家工程科学院院士
- 美国国家工程院外籍院士
- 欧亚科学院院士
- 2014年10月8日国际小行星命名委员会批准，将小行星210210正式命名为“宋健星”[4]

## 著作
- 《航天纵横：航天对基础科学的拉动》，高等教育出版社2007-03
- 《工程控制论(上下册)》， (第三版)钱学森、宋健 著，科学出版社2011-02
- 《百年科技梦》，（英文版）外文出版社2021-12

## 轶事
精通俄语、英语。喜欢中国古典文学。